# Tiago Della Vega
Tiago Della Vega brazil származású gitáros. Jelenleg ő birtokolja a "világ leggyorsabb gitárosa" címet.[forrás?]

## Pályafutása
5 évesen kezdett el gitározni. Eleinte akusztikus gitáron játszott, de hamar átváltott az elektromos gitárra. Megszállottan gyakorolt, napi 14 órán át tökéletesítve tudását. Tiago olyan zenekarokban kezdte pályáját, mint az After Dark és a Fermatha. Utóbbival egy CD-t is megjelentetett Advent of the Truth címmel.
2005 végén "38 bps" címmel felkerült az internetre egy videója, mellyel 2000 látogatót sikerült elérnie egyetlen nap alatt. 
Ez alapján kapott meghívást a Guinness World Records rendezvényére, melyen Nyikolaj Andrejevics Rimszkij-Korszakov The Flight of the Bumblebee művét adta elő 320 bpm sebességgel (320 pengetés/perc).
Saját szólólemeze is megjelent Hybrid címmel, melynek turnéja során Belgiumban, Franciaországban, Hollandiában és Japánban is járt. Utóbbi országban részt vett egy TV-műsorban is, ahol ismét előadta a The Flight of the Bumblebeet, 370-es bpm számmal.

2009-ben ő volt a fő attrakció Latin-Amerika legnagyobb zenei eseményén, az Expomusic-on.
A Dean gitár az ő nevével fémjelzett 7-húros modelleket is gyárt. Megítélése szerint nincsen nála gyorsabb gitáros a földön.

## Diszkográfia
- Hybrid (első szólólemez – 2009)
- Advent of the Truth ( a Fermatha együttessel – 2005)